# Грб Пожаревца
Грб општине Пожаревац је амблем (у хералдичком смислу) који је осмислио академски вајар Небојша Митрић. Био је у употреби од 1966. до 2001. године, а 2005. године је враћен у употребу. На наранџастој подлози представљени су смеђом бојом стилизовани мач, Кличевачки идол и грана маслине, испод којих се налазе три хоризонталне линије које симболизују три реке на које излази општина, Велику Мораву, Млаву и Дунав.

## Грб општине Пожаревац (2001—2005)
Грб општине Пожаревац од 2001. до 2005. године, чинио је златан грчки крст на црвеном пољу, са пропетим златним лавом који замахује сребрном сабљом златног балчака у десном кантону.
Израдило га СХД „Бели Орао“, а након усвајања је изазвао је протест социјалиста Пожаревца, пошто је од стране Драгана Јацановића оцењен као сатанистички, и без аргумената, окривљен за повећани број силовања, злостављања и других стравичних догађања у пожаревачком крају. Исти, Драган Јацановић, је након повратка социјалиста на власт У Пожаревцу именован за директора Народног музеја у Пожаревцу, а грб је стављен ван снаге.

### Основни грб
На црвеном пољу је златан крст, а у десном кантону пропети златни лав замахује сребрном сабљом златног балчака.

### Средњи грб
Средњи грб се састоји од основе основног грба, надвишеном сребрном бедемском круном са четири видљива мерлона и окружен зеленим храстовим полувенцем златних плодова. Све је постављено на црну рунделу, окружену црвеном траком обостраном оивиченом и исписаном златом Пожаревац.

### Велики грб
И велики грб се састоји од основе основног грба, надвишен сребрном бедемском круном са четири видљива мерлона постављен између два држача, од којих је десни усправљени црни бик окружен златно и истих таквих папака и репа, са плавом огрлицом на којој су у низу три сребрњака, а леви пропети, црни коњ златне гриве, репа и копита, црвеног језика, око чијег је врата огрлица као код десног држача. Између држача и штита пободена су вертикална дрвена златом окована копља са којих се у поље вију стегови опшивени златним ресама, десно стег Србије, а лево стег Пожаревца. Испод грба је бела трака исписана црвеним словима Пожаревац.

### Употреба
Грб усвојен 21.12.2001. године, на седници Скупштине општине Пожаревац. Описан у члану 2, Одлуке о грбу, застави и дану општине Пожаревац.